# Firkin
Firkin – określenie małej beczki lub drewnianego pojemnika, służącego dawniej do przechowania płynów spożywczych lub masła.
Firkin miał określoną pojemność - było to 9 galonów imperialnych lub ok. 10,8 galona amerykańskiego, co daje w przeliczeniu ok. 41 litrów, wobec czego nazwa ta stała się także jednostką pojemności. 
Nazwa pochodzi od holenderskiego słowa "vierdekijn". oznaczającego "czwarty". Początkowo w Wielkiej Brytanii wielkość firkina była zależna od towaru, jaki był nim mierzony: firkin śledzi miał 21 galonów, a firkin mydła, miodu lub masła - 8 galonów. Z czasem zaczęto jej używać głównie w odniesieniu do piwa i ustalono wielkość na 9 galonów, czyli 72 pinty (za wyjątkiem piwa ale, gdzie było to 8 galonów).